# Renault Sport Spider
Renault Sport Spider ili Renault Spider je kabriolet izvedba automobila koju je izradila podružnica Renault Sport francuskog proizvođača automobila Renaulta.

## Povijest
Renault auto htio ga je promovirati kao sportsku marku (poput Renaulta 5 iz desetljeća ranije). Može služiti kao trkaći automobil, no također i kao cestovni automobil za vožnju po auto-cestama. U prodaji je bio krajem 1995. godine.